# Кампюак
Кампюа́к (фр. и окс. Campuac) — коммуна во Франции, находится в регионе Окситания. Департамент — Аверон. Входит в состав кантона Эстен. Округ коммуны — Родез.
Код INSEE коммуны — 12049.
Коммуна расположена приблизительно в 480 км к югу от Парижа, в 145 км северо-восточнее Тулузы, в 25 км к северу от Родеза.

## Население
Население коммуны на 2008 год составляло 450 человек.
| 1962 | 1968 | 1975 | 1982 | 1990 | 1999 | 2008 |
| ---- | ---- | ---- | ---- | ---- | ---- | ---- |
| 480  | 494  | 530  | 510  | 496  | 438  | 450  |

## Экономика
В 2007 году среди 270 человек в трудоспособном возрасте (15—64 лет) 183 были экономически активными, 87 — неактивными (показатель активности — 67,8 %, в 1999 году было 76,5 %). Из 183 активных работали 179 человек (104 мужчины и 75 женщин), безработных было 4 (1 мужчина и 3 женщины). Среди 87 неактивных 29 человек были учениками или студентами, 37 — пенсионерами, 21 были неактивными по другим причинам.